# Somewhere (Gunnar Bergsten-album)
Somewhere är ett musikalbum från 1998 med den svenske barytonsaxofonisten Gunnar Bergsten.

## Låtlista
1. Somewhere (Leonard Bernstein) – 7:58
2. Ca purange (Gene Ammons) – 10:05
3. The Ladies Who Lunch (Stephen Sondheim) – 7:16
4. Naima (John Coltrane) – 5:27
5. Everyday a Little Death (Stephen Sondheim) – 4:00
6. Little Nick (Patrik Boman) – 6:35
7. I Loves You Porgy (George Gershwin) – 6:12
8. Oscar Bergstens marsch (Gunnar Bergsten) – 4:03

## Medverkande
- Gunnar Bergsten – barytonsaxofon
- Peter Nordahl – piano
- Patrik Boman – bas
- Leif Wennerström – trummor